# Горх Фок
Ґорх Фок (нім. Gorch Fock), справжнє ім'я Йоганн Вільгельм Кінау (нім. Johann Wilhelm Kinau; 22 серпня 1880, Гамбург — 31 травня 1916, Скагеррак) — німецький письменник-мариніст, видатна постать німецької пригодницької літератури. Свого часу також був відомий під псевдонімами Якоб Гольст і Джорджіо Фокко. 

## Біографія
Син рибалки. З дитинства відчував сильний потяг до професії моряка, однак з 1904 року змушений був працювати писарем і клерком океанської пароплавної лінії Гамбург-Америка. Після школи його в 15-річному віці відправили вчитися до дядька Августа в Бремергафен, де він повинен був освоювати ази підприємництва. Величезна любов до моря зробила з Йоганна Кінау письменника Ґорха Фока. Йоганн закінчив торговельну школу, працював клерком і бухгалтером, а в 1904 році повернувся в рідний Гамбург і влаштувався в Центральне закупівельне товариство торговців колоніальними товарами.
В цей же час у пресі з'являються його перші літературні твори. Свої оповідання («Шуленґріпер і Тунґенкніпер» (1911 рік), «Гайн Божий Вітер» (1911), «Мандрівники» (1914)) писав як літературною німецькою мовою, так і нижньонімецьким діалектом. Вийшли також драми «Циллі Корс» (1914) і «Доґґербанк» (посмертно, 1918). Однак, справжню славу приніс йому написаний у 1912 році роман «Плисти необхідно!» («Seefahrt ist not!»), що оспівує важке і героїчне життя рибалок у далеких морях.
З початком Першої світової війни Йоганн Кінау став піхотинцем, але за його наполегливим проханням був в квітні 1916 року переведений на флот на легкий крейсер «Вісбаден» і через кілька тижнів загинув смертю героя в Ютландському бою. Тіло Кінау прибило до берега на північ від Гетеборга. Він був похований на шведському острові Стенсгольмен разом з іншими загиблими моряками.

## Сім'я
В 1908 році одружився з Розою-Елізабет Райх. В пари народились 3 дітей.

## Вшанування пам'яті
В 1933 році на честь письменника назвали щойно збудований трищогловий навчальний вітрильник рейхсмаріне «Ґорх Фок». Оскільки після Другої світової війни корабель був забраний СРСР, в 1958 році був побудований новий вітрильник «Ґорх Фок II», який є точною копією першого.
Станом на 2015 рік, ім'я Ґорха Фока носять 139 вулиць, площ і доріг по всій Німеччині.